# Yannick Goralik
Yannick Goralik (* 23. Oktober 1997) ist ein deutscher Volleyballspieler.

## Karriere
Goralik begann seine Karriere in der Berliner Bezirksklasse beim Berliner TSC. 2016 wechselte er zum VC Olympia Berlin. Mit dem Nachwuchsteam spielte der Mittelblocker in der Bundesliga. Außerdem kam er in der deutschen Juniorennationalmannschaft zum Einsatz. 2017 wurde Goralik vom Bundesligisten Volleyball Bisons Bühl verpflichtet. 2020 wechselte Goralik zum Ligakonkurrenten Netzhoppers KW-Bestensee. 2023 wechselte er am Ende der laufenden Saison zu dem Schweizer Club Lindaren Volley Amriswil.